# Kerk van Niehove
De kerk van Niehove is een stenen eenbeukig, driezijdig gesloten kerkgebouw in het midden van de wierde van het dorp Niehove, in de Nederlandse provincie Groningen. Het gebouw werd gebouwd in de 13e eeuw en huisvest sinds 1997 een bezoekerscentrum.
De kerk had in vroeger eeuwen verschillende functies. Bij overstromingen vluchtten mens en dier ernaartoe. In rustigere perioden werd het gebouw actief gebruikt binnen het verenigingsleven, zoals voor het aankondigen van belangrijke gebeurtenissen, kermissen, verkopingen en jaarmarkten.

## Geschiedenis
De huidige stenen kerk is de opvolger van een van de eerste houten kerken van de provincie Groningen die rond 800 werd gesticht in Suxwort, zoals Niehove toen heette. Suxwort was de hoofdplaats van het eiland Humsterland, het gebied waaruit de 'roversbende' afkomstig was die in 754 Bonifatius vermoordde bij Dokkum. De opvolger van Bonifatius, Willehad, kwam daarop in 777 naar Suxwort om de inwoners te bekeren, maar werd ternauwernood niet gedood: Boze inwoners wilden hem doden, maar enkelen hielden hen tegen en lieten het lot werpen om de goden om advies te vragen; dit bleek hem gunstig gestemd en hij kon vertrekken. Een derde poging door Liudger had wel succes en deze liet er een houten kerkje bouwen, mogelijk op de plek van een oud heidens heiligdom.
Vanaf 804 werd Humsterland onderdeel van het door Liudger gestichte Bisdom Münster. Van 800 tot ongeveer 1200, toen de ringdijk om Humsterland werd aangelegd, zetelde de proost (religieus en politiek leider) van Humsterland, Langewold en Vredewold (huidige Westerkwartier) en Achtkarspelen nabij de kerk. Daarna vertrok hij een tijdlang naar Hummerze (Oldehove), waar hij een rechtsstoel opzetten. In de 14e eeuw keerde hij terug naar Niehove om zich daar op de Ipkemaheerd te vestigen. Daarop werd in Niehove een tweede rechtsstoel opgezet, de 'Nieuwe Hof' (of 'Nyehove').
Eerder was rond 1230, toen de bedijkingen het toelieten, een kleine stenen romaanse kerk gebouwd op de wierde van Niehove op de plaats van de vroegere houten kerk. Tot de 16e eeuw was dit het enige stenen gebouw van het dorp. In de noordmuur zijn nog romaanse rondboogvensters te zien uit deze beginperiode. In de 15e eeuw werd de kerk verlengd en kreeg haar huidige uiterlijk met een driezijdig priesterkoor, gesteund door steunberen op de hoeken. Uit die tijd dateren ook de grote gotische spitsboogramen. In 1619 werd de westgevel vernieuwd getuige een sluitsteen boven de ingang met dat jaartal. In de noord- en zuidgevel hebben in vroeger tijden rondbogige ingangen gezeten, maar deze zijn later dichtgemetseld. In 1676 werd de kleine 14e-eeuwse (mogelijk zelfs 13e-eeuwse) luidklok geplaatst (diameter: 64,4 cm), die in de aan westzijde geplaatste dakruiter met slanke naaldspits hangt en met die van Warfhuizen en Uitwierde tot de oudste kerkklokken van Groningen behoort. Het mechanische torenuurwerk werd gemaakt door Bonaventura Eijsbouts uit Asten.
In 1994 werd het gebouw voor het laatst gerestaureerd. De kerk werd daarbij met uitzondering van herenbanken en preekstoel geverfd in de kleuren die stonden aangegeven in het oudst bekende verfcontract uit 1800.

## Interieur
Vroeger zat er een koorhek tussen schip en koor, dat later (mogelijk na de reductie) werd opgesplitst en verwerkt werd in de houten wanden aan weerszijden van de kerkzaal. Op de plek van het koorhek werd een bakstenen rollaag gemetseld en een hek geplaatst, waarop het jaartal 1861 en een psalmtekst prijkt (ps. 122: 1). Uit de katholieke periode resteren verder een sacrementsnis en een klein deel van het roodstenen altaar. In de 17e eeuw werd het aan onderzijde gesloten en aan bovenzijde met zuiltjes open gewerkte doophek geplaatst.
Tot de 18e eeuw had de kerk geen banken en moesten de mensen staan tijdens de dienst; de mannen aan zuidzijde en de vrouwen aan noordzijde. In de kerk werden aan in het begin van de 19e eeuw twee herenbanken geplaatst: Een oudere lagere van de familie Schuiringa (gebouwd voor Jan Jacob Schuiringa) en een hogere, maar iets recentere van de familie Feringa. Uit dezelfde periode dateren waarschijnlijk de preekstoel (die wel 17e-eeuwse elementen heeft en mogelijk uit verschillende delen is samengesteld) met klankbord en kapstokbord en de avondmaalstafel. Achter in de kerk ligt een oud zandstenen doopvont, dat lange tijd dienstdeed als blusbak in de smederij van Niehove. Een van de ramen bevat een gebrandschilderd ruitje met een afbeelding van de kerk. In de kerk liggen verder ongeveer 40 grafzerken, waarvan minstens 10 dateren van mensen die overleden voor de reductie, de oudste van 1557.
Achter in de kerk staat een oude kerkfiets, gebruikt voor het vervoer van zieken en ouderen, de blaasbalg van de smederij, een verzameling zilverwerk en nog wat andere artefacten. De rest van de kerk is volgehangen met borden met informatie over het dorp en het Humsterland.

### Orgel
Tot begin 20e eeuw had de kerk geen orgel. Het eenklaviersorgel van de kerk werd pas in 1908 geplaatst, maar heeft wel een lange geschiedenis. Het werd in 1575 gemaakt voor de Mariakerk van Uithuizermeeden, waar het in 1632 werd verbouwd door de orgelbouwer Anthoni Waelckens en in 1692 en 1695 werd hersteld door Arp Schnitger. Rond 1775 verkeerde het orgel in slechte staat. Het werd uiteindelijk in 1781 - waarschijnlijk door Albertus Antoni Hinsz - verplaatst naar de rooms-katholieke schuurkerk in Uithuizen. Aldaar werd het in 1818 volledig omgebouwd door Joachim Wenthin. In 1825 werd het herplaatst in de verbouwde kerk, in 1834 gerepareerd door Herman Eberhard Freytag en in 1842, 1850 en 1853 verbouwd door Geert Pieters Dik, die de dispositie nogal aantastte. In 1861 verplaatsten de gebroeders Adema het naar de nieuwe katholieke Jacobus de Meerderekerk, alwaar het werd gerepareerd. Het orgel werd door de Adema's vervolgens tot 1891 in onderhoud gehouden, waarop zij adviseerden om een nieuw orgel te kopen. Dit geschiedde uiteindelijk in 1908. Het oude orgel werd verkocht aan de hervormde kerk van Niehove, waar het door Marten Eertman werd geplaatst. In 2001 werd het gerestaureerd door Albert de Graaf. Het orgel is opgebouwd met handgemaakte orgelpijpen en oorspronkelijk binnenwerk en behoort tot de oudste orgels van Nederland. De frontpijpen vallen op door de fraaie bewerking. De vleugelstukken hebben houtsnijwerk in de vorm van de hoorn des overvloeds.

## Rond de kerk
De kerk ligt midden op de wierde en wordt omringd door een kleine begraafplaats, waaromheen vroeger een muur lag en tot 1830 -net als nu nog bij de kerk van Spijk- een gracht om te voorkomen dat de geesten van de overledenen zich erbuiten zouden begeven. Rondom de kerk ligt een ringweg (Kerkstraat), die via 6 kerkpaden aftakt naar een ringweg aan de voet van de wierde (Rikkerdaweg), die tegenwoordig alleen nog aan noordzijde aanwezig is.